# 四带绯鲤
四带绯鲤（学名：Upeneus quadrilineatus）为羊鱼科绯鲤属的鱼类，俗名四线绯鲤。分布于台湾岛以及浙江等。该物种的模式产地在浙江大陈岛。體長可達17公分，為底棲性魚類，屬肉食性。

## 扩展阅读
- Froese, R. & Pauly, D. (eds.) (2012). Upeneus quadrilineatus. FishBase. Version 2012-08.

 維基物種上的相關：四带绯鲤